# とりのささみ。
とりのささみ。は、日本のイラストレーター、漫画家。

## 来歴
漫画家を志して1999年頃に上京した。当時は人物ものを描き、出版社などに持ち込んでいたが、芽が出ることはなく、ブラック企業に務めることとなった。しかし、ブラック企業に務めている間にも漫画家になる夢を捨てられず、4コマ漫画やイラストなどをpixivやX(旧:twitter)などに投稿していた。
2016年、とりのささみ。がイラストをデザインした商品『定時に帰さないのなら殺す。マグカップ』が話題となった。
2018年には鳥獣戯画ブームを元に動物を主人公とした『テイコウペンギン』を発表した。同作品は2019年3月13日に書籍化されたほか、YouTubeにてアニメ化もされている。
2019年、『月刊コミックビーム』（KADOKAWA）2月号から氷の大地を舞台とした動物シュールギャグ『N極物語』を連載している。

## 作品リスト

### 連載
- N極物語（『月刊コミックビーム』2019年2月号[7] - ）

### 書籍化作品
- 『テイコウペンギン』（Twitterで発表[8]、2019年3月13日発売[8]、ISBN 978-4-06-515211-9）